# Kleinmachnow
Kleinmachnow (letteralmente "Machnow piccola", in contrapposizione alla vicina Groß Machnow – "Machnow grande") è un comune di 20 152 abitanti del Brandeburgo, in Germania.

Appartiene al circondario di Potsdam-Mittelmark.

## Geografia fisica
Confina a nord con il distretto di Steglitz-Zehlendorf di Berlino.

## Storia
Il centro abitato venne citato per la prima volta nel 1375. A partire dalla costruzione del Teltowkanal iniziò a svilupparsi con la costruzione di numerose ville, trasformandosi di fatto in un sobborgo di Berlino e di Potsdam.
Dal 1961 al 1989 il tratto di territorio comunale che confinava con Berlino fu segnato dal "Muro", in quanto lambiva Berlino Ovest, Zehlendorf.

## Monumenti e luoghi d’interesse
Chiesa (Dorfkirche)Costruzione in mattoni a navata unica, risalente al XV-XVI secolo.

## Società

### Evoluzione demografica
- Sviluppo della popolazione dal 1875 entro gli attuali confini (Linea Blu: Popolazione; Linea puntata: Confronto dello sviluppo della popolazione dello stato del Brandenburgo; Sfondo grigio: Ai tempi del governo nazista; Sfondo rosso: Al tempo del governo comunista)
- Sviluppo recente della popolazione (Linea blu) e previsioni

| Anno | Abitanti |
| ---- | -------- |
| 1875 | 176      |
| 1890 | 181      |
| 1910 | 401      |
| 1925 | 840      |
| 1939 | 12 565   |
| 1950 | 13 743   |
| 1964 | 13 817   |

| Anno | Abitanti |
| ---- | -------- |
| 1971 | 14 304   |
| 1981 | 13 159   |
| 1985 | 12 435   |
| 1990 | 11 613   |
| 1995 | 11 283   |
| 2000 | 15 796   |
| 2005 | 18 367   |

| Anno | Abitanti |
| ---- | -------- |
| 2010 | 19 890   |
| 2015 | 20 655   |
| 2016 | 20 644   |
| 2017 | 20 608   |
| 2018 | 20 564   |
| 2019 | 20 376   |
| 2020 | 20 406   |

Fonti dei dati sono nel dettaglio nelle Wikimedia Commons..

## Geografia antropica
Il comune di Kleinmachnow comprende i nuclei abitati (Wohnplatz) di Dreilinden e Neubauernsiedlung.

## Amministrazione

### Gemellaggi
- Schopfheim
- Klatovy
- Battambang